# 東京仕業検査車両所
東京仕業検査車両所（とうきょうしぎょうけんさしゃりょうしょ）は、東京都品川区八潮にある東海旅客鉄道（JR東海）新幹線鉄道事業本部管轄の車両基地であり、仕業検査、臨時検査を行う。
品川駅より数キロ南東に位置し、同駅（旧品川信号所）とは回送線でつながっている。同じ敷地内に事業所を持つ東京修繕車両所・東京交番検査車両所とともに大井車両所とも呼ばれ、さらに大井保線所、大井電力所、大井信号通信所とともに新幹線大井基地とも呼ばれる。

## 歴史
- 1964年（昭和39年）
  - 4月21日：現在の品川駅付近に東京運転所発足。
  - 10月1日：東海道新幹線営業開始。
- 1975年（昭和50年）1月20日：東京運転所が東京第一運転所と第二運転所（現在の東京第一運輸所・東京第二運輸所）に分割。
- 1985年（昭和60年）10月1日：新幹線100系電車営業運転開始。
- 1987年（昭和62年）4月1日：東海旅客鉄道新幹線運行本部東京第一運転所として再発足。
- 1988年（昭和63年）
  - 2月1日：新幹線運行本部が新幹線鉄道事業本部に改組。
  - 4月1日：東京第一車両所（略号は「幹トウ」）に改称。
- 1992年（平成4年）
  - 3月14日：新幹線300系電車営業運転開始。
  - 8月1日：品川駅構内（現在の品川インターシティ）から現在の場所に移転。
- 1999年（平成11年）
  - 3月18日：新幹線700系電車営業運転開始。
  - 9月18日：新幹線0系電車営業運転終了。
- 2003年（平成15年）9月16日：新幹線100系電車営業運転終了。
- 2007年（平成19年）7月1日：新幹線N700系電車営業運転開始。
- 2009年（平成21年）7月1日：車両所組織改編に伴い東京第一車両所から名称変更。
- 2012年（平成24年）3月14日：新幹線300系電車営業運転終了。
- 2020年（令和2年）
  - 3月1日：新幹線700系電車営業運転終了。
  - 7月1日：新幹線N700S系電車営業運転開始。

## 設備
2009年（平成21年）7月1日、車両所組織再編により設備管理部署が東京仕業検査車両所となる。
- 敷地面積：379,000m2（大井基地全体）
- 現業事務所（大井基地総合事務所棟、東京第一運輸所大井派出棟）
- 列車扱所（大井基地総合事務所）
- 検修倉庫
- 外託関係詰所
- 検修線（検修庫）：12線
- 着発線：38線
- 組替線：3線
- 臨修線（臨修庫）：1線
- 引上線：1線
- 事業用線（事業用庫）：1線
- 事業用留置線：1線
- 研削線：1線

## 登場している作品
映画
- 新幹線大爆破　主犯の沖田が「ひかり109号」に仕掛けた爆弾の解除方法を逆探知されない為に東京運転所に電話するシーンで登場する。

小説
- 日本国有鉄道最後の事件　ある事件を世間に告発する為に要人達が説得を受ける場面で登場する。